# Dasypus yepesi
Dasypus yepesi е вид бозайник от семейство Броненосцови (Dasypodidae).

## Разпространение
Видът е разпространен в Аржентина (Салта и Сан Салвадор де Хухуй).